# 河野英裕
河野 英裕（かわの ひでひろ、1968年2月2日 - ）は、日本のドラマプロデューサー。日本テレビ、日テレアックスオンに在籍する。熊本県出身。

## 来歴
1991年、日本テレビ入社。
2003年に『すいか』で脚本家の木皿泉と初めてタッグを組むが、低視聴率だった影響でドラマ制作の現場から情報番組の現場に2年間異動となる。一方で『すいか』は高い評価も受け、その後再びドラマの現場に戻ってからも『野ブタ。をプロデュース』（2005年）、『セクシーボイスアンドロボ』（2007年）、『Q10』（2010年）と作家性を生かした木皿作品を世に送り出し数々の賞を受賞した。
2011年に放送されたドラマ『妖怪人間ベム』が2012年に映画化され、初めて映画を手掛けた。
2015年、日本テレビに籍を置きながら、制作会社の日テレアックスオンに兼務出向し、2016年に『奇跡の人』で初めて日本テレビから離れ、NHKのドラマを手掛けた。

## 作品

### ドラマ
- 結婚できない!!（1999年）
- 天使が消えた街（2000年）
- GirL（2000年）※演出
- 明日があるさ（2001年）
- 明日があるさSP（2002年）
- ナースマン（2002年）
- 東京庭付き一戸建て（2002年）
- すいか（2003年）
- ナースマンSP（2004年）
- 野ブタ。をプロデュース（2005年）
- マイ☆ボス マイ☆ヒーロー（2006年）
- セクシーボイスアンドロボ（2007年）
- 1ポンドの福音（2008年）
- 銭ゲバ（2009年）
- Q10（2010年）
- 妖怪人間ベム（2011年）
- 車イスで僕は空を飛ぶ（2012年）
- 泣くな、はらちゃん（2013年）
- 今日の日はさようなら（2013年）
- 弱くても勝てます（2014年）
- ど根性ガエル（2015年）
- 奇跡の人（2016年） ※NHK BSプレミアム プレミアムドラマ
- フランケンシュタインの恋（2017年）
- ブラック校則（2019年）
- 泳げ!ニシキゴイ（2022年）
- クレッシェンドで進め（2022年） ※制作統括
- だが、情熱はある（2023年）

### 映画
- 妖怪人間ベム（2012年、東宝）
- ブラック校則（2019年、松竹）
- 青くて痛くて脆い（2020年、東宝）
- メタモルフォーゼの縁側（2022年、日活）